# 나이조시역
나이조시역(일본어: 撫牛子駅)은 일본 아오모리현 히로사키시에 위치한 동일본 여객철도 오우 본선의 철도역이다. 상대식 승강장 2면 2선의 구조를 갖춘 지상역이다. 가와베 역으로부터 고노 선의 열차도 정차한다.

## 타는 곳
| 1 | ■ 오우 본선 | (하행) | 나미오카 · 아오모리 방면     |
| 1 | ■ 고노 선   |        | 고쇼가와라 · 아지가사와 방면 |
| 2 | ■ 오우 본선 | (상행) | 히로사키 · 아키타 방면       |

## 역 주변
- 사카이제키 온천

## 역사
- 1935년 4월 15일 : 일본국유철도의 역으로서 나카쓰가루 군 와토쿠 촌에 개업.
- 1971년 10월 1일 : 무인화.
- 1987년 4월 1일 : 일본국유철도 분할 민영화에 의해, 동일본 여객철도가 승계.

## 인접 역
| 동일본 여객철도 오우 본선 | 동일본 여객철도 오우 본선 | 동일본 여객철도 오우 본선 |
| ------------------------- | ------------------------- | ------------------------- |
| 히로사키 요코테 방면      | ■ 오우 본선               | 가와베 아오모리 방면      |